# وزن شعر فارسی: درس‌نامه
وزن شعر فارسی: درس‌نامه کتابی از ابوالحسن نجفی (به‌اهتمام امید طبیب‌زاده) راجع به وزن شعر فارسی است که در پاییز ۱۳۹۵ از سوی نشر نیلوفر منشتر شد. این کتاب مقدمه‌ای برای کتابِ مهم‌تر نجفی تحت‌عنوان طبقه‌بندی وزن‌های شعر فارسی است.